# Kanton Saint-Affrique
Kanton Saint-Affrique (francouzsky Canton de Saint-Affrique) je francouzský kanton v departementu Aveyron v regionu Midi-Pyrénées. Tvoří ho 11 obcí.

## Obce kantonu
- La Bastide-Pradines
- Calmels-et-le-Viala
- Roquefort-sur-Soulzon
- Saint-Affrique
- Saint-Félix-de-Sorgues
- Saint-Izaire
- Saint-Jean-d'Alcapiès
- Saint-Rome-de-Cernon
- Tournemire
- Vabres-l'Abbaye
- Versols-et-Lapeyre